# لانس راسيل
لانس راسيل (بالإنجليزية: Lance Russell)‏ هو محامي وسياسي أمريكي، ولد في 8 نوفمبر 1969. حزبياً، نشط في الحزب الجمهوري. وقد انتخب عضو داكوتا الجنوبية البيت النواب.